# Dopravní podnik města Brna
Dopravní podnik města Brna, a.s. (DPMB) je akciová společnost, která je hlavním dopravcem v městské hromadné dopravě na území statutárního města Brna. Jejím jediným akcionářem je město Brno. Všechny provozované linky jsou zapojeny do Integrovaného dopravního systému Jihomoravského kraje (IDS JMK), jehož jádro vzniklo v roce 2004 právě v Brně a okolí.
V roce 2023 provozoval Dopravní podnik města Brna dopravu na 12 tramvajových, 47 městských autobusových (z toho bylo 29 běžných denních, čtyři expresní, tři školní a 11 nočních) a 13 trolejbusových pravidelných linkách v Brně a jeho nejbližším okolí. Rovněž je provozovatelem linky lodní dopravy na Brněnské přehradě, sezónní historické (nostalgické) tramvajové linky, seniorbusu a pravidelných vyhlídkových jízd turistického minibusu. Některé městské linky DPMB zajíždějí z Brna i do okolních měst ( Modřice, Šlapanice a Újezd u Brna) a obcí (Bílovice nad Svitavou, Česká, Lelekovice, Vranov). Příměstská autobusová doprava DPMB, tedy spoje zajišťované dopravním podnikem na regionálních linkách IDS JMK, obsluhuje několik dalších obcí (např. Hvozdec a Veverskou Bítýšku).
Brno se v roce 1869 stalo prvním městem na území dnešního Česka, kde byla zavedena tramvajová doprava, tehdy koněspřežná. Současná brněnská trolejbusová síť je největší v České republice, tramvajová síť je druhá největší po pražské.

## Historie podniku
Elektrické tramvaje začaly jezdit v Brně dne 21. června 1900, jejich provozovatelem byla vídeňská elektrotechnická firma Oesterreichische Union Elektrizitäts-Gesellschaft (OeUEG), a to na základě koncese, kterou získalo město Brno od ministerstva železnic 3. února 1900. Přímý předchůdce Dopravního podniku města Brna, společnost Gesellschaft der Brünner elektrischen Strassenbahnen (GBES, česky Společnost brněnských elektrických pouličních drah), byla založena 22. září 1900 a převzala provoz brněnských tramvají. Jednalo se o akciovou společnost, v níž město drželo menšinu akcií, zatímco větší část akcií byla v majetku vídeňské OeUEG a berlínské AEG.
Hospodářský stav GBES se po roce 1910 zhoršil, městu se však podařilo vykoupit všechny akcie. Provoz GBES byl v roce 1914 pronajat vídeňské společnosti Oesterreichische Elektrizitäts-Lieferungs-Aktiengesellschaft (OeLAG), která slibovala modernizaci dráhy. K té však nedošlo a firma koncem první světové války ztratila o Brno zcela zájem. Od roku 1918 provozovalo město tramvaje samo prostřednictvím své akciové společnosti, nyní už s počeštěným názvem Společnost brněnských pouličních drah elektrických (SBPD, často uváděno i jako Společnost brněnských elektrických pouličních drah). K zahájení provozu autobusů SBPD došlo roku 1930. V letech 1939–1945 byl v souvislosti s existencí protektorátu Čechy a Morava používán německý název společnosti: Gesellschaft der Brünner elektrischen Strassenbahnen Aktiengesellschaft in Brünn (česky Společnost brněnských elektrických pouličních drah, akciová společnost v Brně). Od roku 1942 měla Společnost koncesi na provozování dráhy Brno–Líšeň, kterou získala od soukromé akciové Společnost místní dráhy Brno–Líšeň, jejíž akcie v roce 1941 koupila Spořitelna města Brna. Po druhé světové válce byl název společnosti změněn na Dopravní podniky zemského hlavního města Brna a od roku 1947 začal být používán název Elektrické dráhy zemského hlavního města Brna. V poválečném období byl také zahájen provoz lodí na Brněnské přehradě (1946) a prvních trolejbusových linek (1949).
Po komunistickém převratu v roce 1948 byla městská akciová společnost od roku 1949 nahrazena komunálním podnikem s názvem Dopravní podniky města Brna, jehož název byl roku 1951 upraven na jednotné číslo Dopravní podnik města Brna. V roce 1953 bylo z názvu společnosti vypuštěno označení právní formy. Roku 1988 došlo k založení státního podniku Dopravní podnik města Brna, který byl od svého počátku řízen městem. Ten byl ke konci roku 1997 zrušen bez likvidace a nahrazen stejnojmennou akciovou společností, jejímž jediným akcionářem je město Brno.

### Vývoj názvu společnosti
- 1900–1918 Gesellschaft der Brünner elektrischen Strassenbahnen
- 1918–1939 Společnost brněnských pouličních drah elektrických
- 1939–1945 Gesellschaft der Brünner elektrischen Strassenbahnen Aktiengesellschaft in Brünn
- 1945–1947 Dopravní podniky zemského hlavního města Brna
- 1947–1949 Elektrické dráhy zemského hlavního města Brna
- 1949 Elektrické dráhy zemského hlavního města Brna, komunální podnik
- 1949–1951 Dopravní podniky města Brna, komunální podnik
- 1951–1953 Dopravní podnik města Brna, komunální podnik
- 1953–1988 Dopravní podnik města Brna
- 1988–1997 Dopravní podnik města Brna, státní podnik
- od 1998 Dopravní podnik města Brna, a.s.

## Generální ředitelé

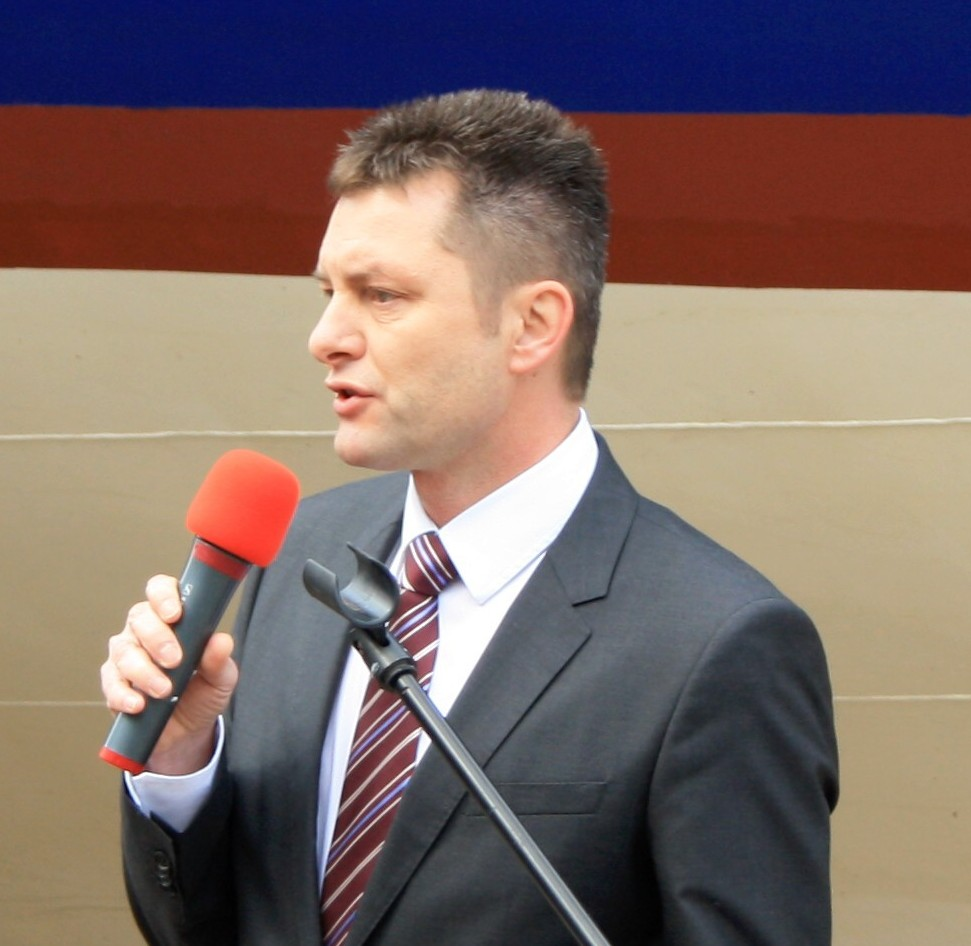
Generální ředitel DPMB Miloš Havránek

- Josef Nesvadba (1988–1990)[16]
- Petr Herzog (1990–1997)[16]
- Bedřich Prokeš (1998–2011)[18]
- Miloš Havránek (od 2011)[19]

## Doprava

### Tramvajová doprava
Brno bylo pátým městem v Rakousku-Uhersku, které zavedlo koněspřežnou dráhu, před Brnem byla pouze ve Vídni, Pešti, Budíně a Temešváru. V roce 1869 byl postaven první úsek, který vedl od Kiosku (dnešní Moravské náměstí) do Kartouz (dnešní Semilasso). Celá síť byla dokončena o rok později a dosáhla délky 14,5 km. Roku 1874 byl provoz kvůli nerentabilitě zrušen. Představitelé města ovšem chtěli udržet pouliční dráhu, a tak jednali s dalšími zájemci o tramvajovou dopravu. V roce 1876 byl tedy obnoven letní provoz na jedné trati z Pisárek do Králova Pole. Opět z důvodů finančních byla dráha roku 1881 zrušena.
Pomocí inzerce byl vybrán další zájemce a ten zavedl místo koňky parní dráhu. Provoz byl zahájen v roce 1884 opět na trati Pisárky – Královo Pole a nově i na odbočce k Ústřednímu hřbitovu. Kolem roku 1898 začaly neshody mezi městem a provozovatelem. Nedlouho poté celý podnik prodal majitel Rakouské elektrárenské společnosti Union.
Nový správce tratí přebudoval tratě na elektrické (provoz zahájen v červnu 1900) a do konce téhož roku byla zprovozněna třetí trať z náměstí Svobody do Zábrdovic, linky byly tehdy označeny barvami. Vznikla také Společnost brněnských elektrických pouličních drah, přímý předchůdce dopravního podniku, jenž byl v roce 1914 převzat městem. V následujících třech letech byly vybudovány další úseky, čímž byla síť dokončena a bez výraznějších změn vydržela do první světové války. Od roku 1913 byly linky označeny čísly. Po válce odešli rakouští pracovníci dopravního podniku. Byly změněny názvy mnoha zastávek. Začalo se s prodlužováním tratí a jejich zdvoukolejňováním. Následovalo rozšíření sítě linek do dalších čtvrtí. Např. v roce 1924 byla zahájena doprava do Maloměřic, o dva roky později do Řečkovic.
Padesátá léta přinesla do tramvajové dopravy spoustu inovací, jako třeba regulovaný nástup a výstup cestujících a dálkové ovládání dveří, které zamezilo vyskakování za jízdy. Poprvé došlo ke zrušení tarifních pásem a za jednu cenu se dalo jet buď pouze jednu zastávku nebo až na druhý konec města. V roce 1958 byl zahájen provoz nových vozů typu Tatra T2, pro které byla postavena nová vozovna v Medlánkách. V tomto roce byla zrušena doprava ulicí Kobližnou. Stavba tratí nebo jejich prodlužování ale pokračovalo.
V 80. letech probíhala stavba tratí rychlodrážního charakteru do sídlišť na okrajích města. Roku 1980 byla zprovozněna trať do Bohunic, v roce 1983 do Bystrce, do Líšně v roce 1986.
Od roku 1963 byly dodávány nové vozy Tatra T3 a od roku 1967 kloubové dvoučlánkové tramvaje Tatra K2.
V Brně jsou v provozu tramvaje Tatra T3G, Tatra T3P, Tatra T3R, Tatra T3R.EV, Tatra T3R.PV, Tatra K2P, Tatra KT8D5R.N2, Tatra KT8D5N, Tatra T6A5, Škoda 03T, Škoda 13T, Tatra K3R-N, VarioLF, VarioLF2, EVO2 a Škoda 45T. Tramvaje EVO2 kompletuje dopravní podnik od roku 2019 ve svých dílnách. Tramvaje jsou deponovány ve dvou vozovnách, Medlánky a Pisárky.

### Autobusová doprava
V roce 1930 se ve městě objevily autobusy. Do konce tohoto roku bylo zprovozněno 7 linek, označených písmeny. Jejich provoz byl ztrátový. Autobusová doprava měla v Brně ale až do 50. let spíše doplňkový charakter.
Od konce 50. let však autobusy nabyly na významu. Zabezpečovaly dopravu do okrajových částí Brna a do průmyslových podniků, například do líšeňského Zetoru. Význam měly i při výstavbě velkých sídlištních celků – jejich trasa mohla být měněna spolu osídlováním.
DPMB provozuje autobusy typu Irisbus Crossway LE, Solaris Urbino 18, SOR NBG 12, Irisbus Crossway, Iveco Urbanway 12M, Iveco Urbanway 18M a SOR NS 12 a minibusy SKD Stratos LF 38 a Dekstra LF 38. V letech 2014 a 2015 proběhla masivní modernizace vozového parku spojená s nákupem 100 ks vozidel na stlačený zemní plyn, kdy byly pořízeny vozy Irisbus Citelis 12M CNG, SOR NBG 12 a Iveco Urbanway 12M CNG, následované kloubovou verzí Iveco Urbanway 18M CNG. V červenci 2020 byla zahájena dodávka 33 autobusů Solaris Urbino 18 IV. generace a v srpnu 2020 autobusů SOR NS 12. V prosinci 2024 přijely do Brna první autobusy SOR ICN 9,5. Autobusy jsou deponovány ve dvou vozovnách, Medlánky a Slatina.
Dne 1. září 2022 zahájil DPMB provoz první komerční regionální autobusové linky z Brna (z nádraží u Grandu) přes Bystřici nad Pernštejnem do Lísku. Linka 721335, obsluhovaná vozy Iveco Crossway LE Line 12M, nebyla součástí IDS JMK ani VDV a platil na ní kilometrický tarif DPMB. S koncem roku 2023 byla doprava na této lince zastavena.

### Trolejbusová doprava
V roce 1949 v Brně vyrazil do ulic tehdy moderní trolejbus. První linka vedla od Hlavního nádraží do Slatiny a do konce téhož roku byly uvedeny do provozu ještě další dvě linky. Jedna vedla z České (tehdy náměstí Rudé armády) do Králova Pole ulicí Botanickou, druhá od tramvajové smyčky Komárově do Tuřan. Linka 23 k tuřanské točně byla později zrušena a linka 21 do Slatiny prodloužena až do Šlapanic.
Brno bylo jediné město v ČSSR, kde byla budována trolejbusová síť jako doplněk tramvajové. Trolejbusy se začaly zavádět do nově vystavěných sídlišť (Kohoutovice, Slatina, Bystrc, Vinohrady).
Po vozech Škoda 6Tr, 7Tr, 8Tr a 9Tr byly do provozu uvedeny koncepčně odlišné vozy od stejného výrobce 14Tr a od nich odvozená kloubová verze 15Tr. Další generaci představují nízkopodlažní trolejbusy Škoda 21Tr v různých modifikacích a jejich kloubová verze 22Tr. Dalšími dodanými typy jsou Škoda 31Tr, Škoda 26Tr, Škoda 27Tr, Škoda 32Tr a SOR TNS 12. Trolejbusy jsou deponovány ve třech vozovnách, Husovice, Komín a Slatina.

### Lodní doprava
DPMB provozuje od roku 1946 na Brněnské přehradě vlastní lodní dopravu, trasa je vedena z Bystrce do Veverské Bítýšky. Od roku 2020 používá celkem šest větších dvoupalubových lodí (Lipsko, Vídeň, Utrecht, Dallas, Stuttgart a Morava) a jednu menší jednopalubovou loď (Brno), všechny jsou poháněny elektromotorem. Lodě jezdí každoročně od dubna do října. V Bystrci se u přístaviště nachází provozní areál lodní dopravy s hangáry pro přezimování lodí.

## Odbavování cestujících
Roku 1977 byli v brněnské MHD zrušeni průvodčí a bylo zavedeno samostatné mechanické odbavování cestujících.
Dne 25. listopadu 2013 zavedl DPMB prodej SMS jízdenek. Tato služba byla zavedena se zpožděním roku a půl oproti původnímu plánu, neboť jejího provozovatele se podařilo vybrat teprve ve třetím výběrovém řízení. Od 1. ledna 2017 zavedl DPMB elektronické předplatní jízdenky; jízdní doklad je nahrán přímo na běžné platební kartě. Dne 1. července 2020 byl zprovozněn systém bezhotovostní nákupu jednorázových jízdenek pomocí platební karty přímo ve vozech brněnské MHD (tzv. Pípni a jeď). Na konci roku 2021 ukončil DPMB prodej papírových nepřenosných předplatních jízdenek, tzv. šalinkarty zůstaly od ledna 2022 výhradně v podobě elektronické jízdenky na platební kartě, virtuální kartě či speciálním čipu (pouze pro děti do 15 let).

## Vybavení zastávek a vozidel
Od roku 2007 jsou vybrané zastávky brněnské MHD osazovány elektronickými informačními panely, které zobrazují nejbližší odjezdy z dané zastávky. Nejprve byly těmito prvky vybaveny významné přestupní uzly v celém Jihomoravském kraji (v rámci IDS JMK) i Brně, později se tyto prvky dostaly i na další brněnské zastávky, především na tramvajových tratích vedených po vlastním tělese.
V roce 2018 byl na zastávce Mozolky instalován zkušební interaktivní označník s jízdními řády na elektronickém papíru.
Na podzim 2018 bylo zahájeno testování nových informačních panelů ve vozidlech, na kterých je vyznačena kromě následujících zastávek i poloha vozu na mapě města. Prozatím bylo takto vybaveno několik tramvají.
V roce 2019 byl spuštěn řídící informační systém RIS II a zároveň byly do všech vozidel DPMB namontovány palubní počítače od firmy Herman.

## Napájení

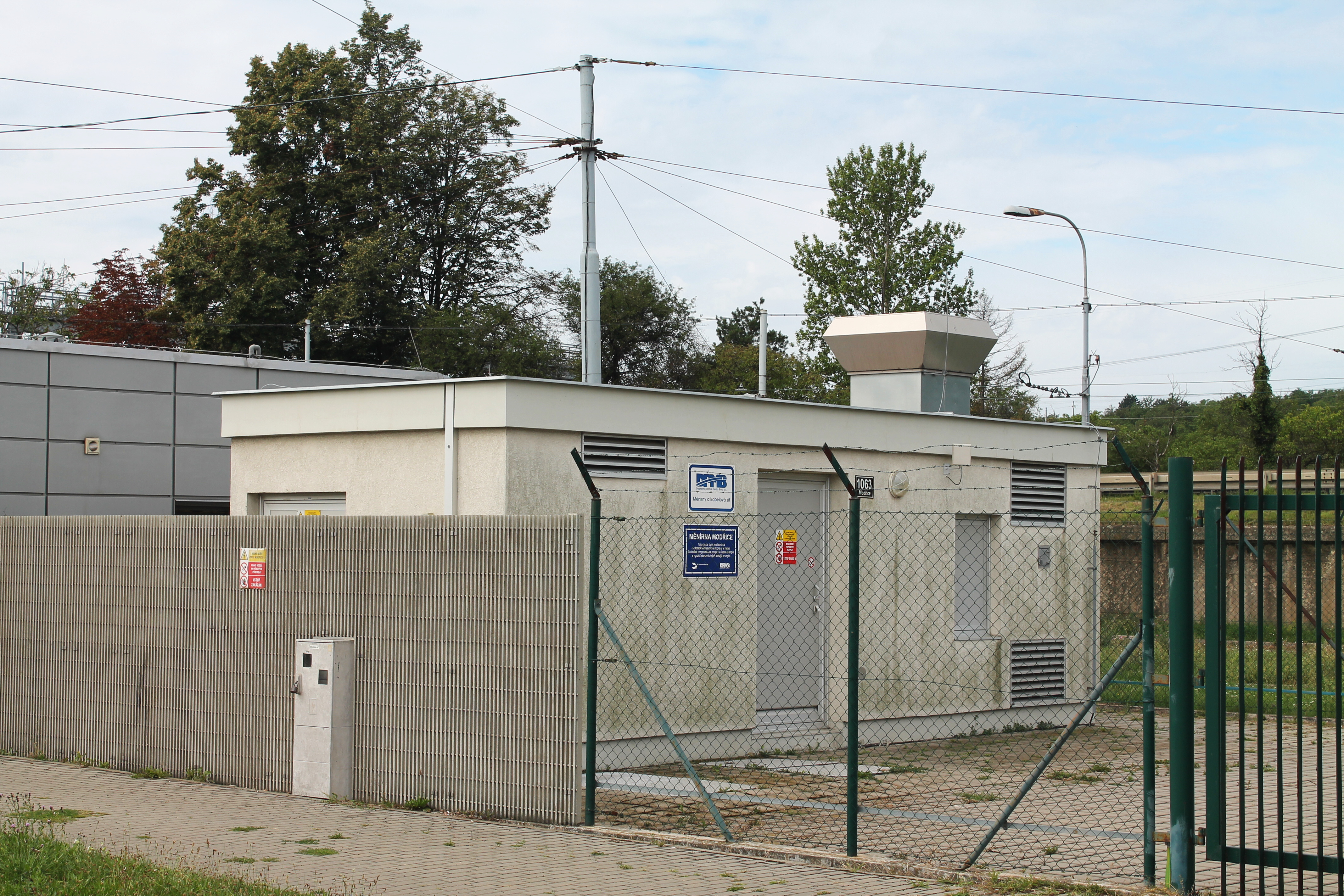
Kontejnerová měnírna Modřice

V letech 1900–1913 byla tramvajová doprava napájena z městské elektrárny na Radlase, roku 1913 začalo město odebírat elektřinu z elektrárny v Oslavanech. V budově na Radlase byl tehdy instalován motorgenerátor s dynamem, který sloužil jako usměrňovací stanice (měnírna) pro tramvajovou dráhu. Roku 1924 zde byly osazeny první dva rtuťové usměrňovače a v roce 1926 byla zprovozněna druhá měnírna v ulici Tábor. Postupně následovaly další měnírny podle rozvoje tramvajových a později i trolejbusových tratí. Až do roku 1950 spravovala měnírny společnost městské elektrárny. V roce 1968 byla uvedena do provozu první pojízdná měnírna z ČKD Praha (Černá Pole) a roku 1988 první kontejnerová měnírna z NDR (Slatina). Poslední rtuťové usměrňovače se nacházely v měnírně Královo Pole, kde byl jejich provoz ukončen roku 1982. V letech 2002 a 2003 byly postaveny dvě podzemní měnírny, Údolní a Střed.
Od zahájení elektrického provozu v roce 1900 činilo provozní napětí 550 V stejnosměrných, roku 1939 bylo zvýšeno na 600 V stejnosměrných. Pro napájení trolejového vedení tramvajových a trolejbusových tratí provozoval Dopravní podnik města Brna na konci roku 2019 celkem 30 měníren (v roce 2010 jich bylo 16 stabilních, 10 kontejnerových a 2 podzemní) a sedm trafostanic, které jsou od roku 1993 všechny ovládány dálkově z centrálního energetického dispečinku v ulici Tábor.
Poslední tři pojízdné měnírny byly zlikvidovány na konci první dekády 21. století. Roku 2008 byly zrušeny pojízdné měnírny v Modřicích v tramvajové smyčce a v ulici Dornych (měnírna Přízova / Spálená), jako poslední pak v roce 2010 v Žabovřeskách na Přívratu. Všechny tři byly nahrazeny kontejnerovými měnírnami. Na přelomu let 2018/2019 byla místo již nevyhovující měnírny Přehrada (na Rakovci) zprovozněna nová měnírna Páteřní v Bystrci. Na konci roku 2019 zahájily provoz nové měnírny Netroufalky a Jírova.
| Název        | Čtvrť          | Adresa                  | Poznámky                                              |
| ------------ | -------------- | ----------------------- | ----------------------------------------------------- |
| Bohunice     | Bohunice       | Ukrajinská 704/6        |                                                       |
| Bystrc       | Bystrc         | Obvodová 1156/2         |                                                       |
| Černá Pole   | Černá Pole     | Fügnerova 2011/50       |                                                       |
| Heršpice     | Dolní Heršpice | Vídeňská 130/113b       |                                                       |
| Kamenný vrch | Nový Lískovec  | Petra Křivky 478/2      |                                                       |
| Kohoutovice  | Kohoutovice    | Libušina tř. 927/9      |                                                       |
| Komárov      | Komárov        | Mariánské nám. 692/7a   |                                                       |
| Komín        | Komín          | Jundrovská 1116/57      | v areálu vozovny Komín                                |
| Královo Pole | Královo Pole   | Palackého tř. 2856/132a | bývalá vozovna Královo Pole                           |
| Křížová      | Staré Brno     | Křížová 941/5a          |                                                       |
| Líšeň        | Líšeň          | Novolíšeňská 2543/1     |                                                       |
| Maloměřice   | Maloměřice     | Mateří 980/1c           |                                                       |
| Medlánky     | Medlánky       | Hudcova 390/74          | v areálu vozovny Medlánky                             |
| Modřice      | Modřice        | Brněnská 1063           | mimo Brno                                             |
| Olomoucká    | Černovice      | Olomoucká 1170/21       |                                                       |
| Osová        | Starý Lískovec | Dunajská 715/17b        |                                                       |
| Pisárky      | Pisárky        | Hlinky 64/151           | v areálu vozovny Pisárky                              |
| Páteřní      | Bystrc         | Páteřní                 | u křižovatky s ul. Nad dědinou                        |
| Přívrat      | Žabovřesky     | Přívrat                 | v bývalé smyčce Přívrat                               |
| Radlas       | Zábrdovice     | Radlas 89/8, 89/10      |                                                       |
| Slatina      | Slatina        | Mikulčická 1171/22      |                                                       |
| Spálená      | Trnitá         | Dornych 489/19          |                                                       |
| Střed        | Černá Pole     | tř. Kpt. Jaroše         | podzemní měnírna, u Městského divadla Brno            |
| Šlapanice    | Šlapanice      | Brněnská                | mimo Brno, u křižovatky s ul. Bož. Němcové            |
| Tábor        | Žabovřesky     | Tábor 3094/18           | v areálu energetického dispečinku DPMB                |
| Tatranská    | Brno-město     | Nádražní 689/12a        |                                                       |
| Údolní       | Brno-město     | Údolní                  | podzemní měnírna, u Kanceláře Veřejného ochránce práv |
| Vídeňská     | Štýřice        | Vídeňská                | v opěře tramvajového mostu přes ul. Vídeňskou         |
| Netroufalky  | Starý Lískovec | Netroufalky             | ve smyčce Nemocnice Bohunice                          |
| Jírova       | Líšeň          | Novolíšeňská            | ve smyčce Jírova                                      |

Zrušené měnírny:
- Bašty (dočasná pojízdná měnírna, náhrada za měnírnu Tatranská během její rekonstrukce v letech 1984–1987)
- Brněnské Ivanovice (1949–1974)
- Jundrov (pojízdná, 1974–?)
- Líšeň (v Holzově ul., v bývalé stanici dráhy Brno–Líšeň, 1953–1974)
- Olomoucká (původní měnírna, 1949–1986)
- Přehrada (na Rakovci, vybavena i stanicí pro nabíjení lodních akumulátorů, 1963–2019[44])
- Radlas (původní měnírna v městské elektrárně, 1913–1954)